# Wingen (New South Wales)

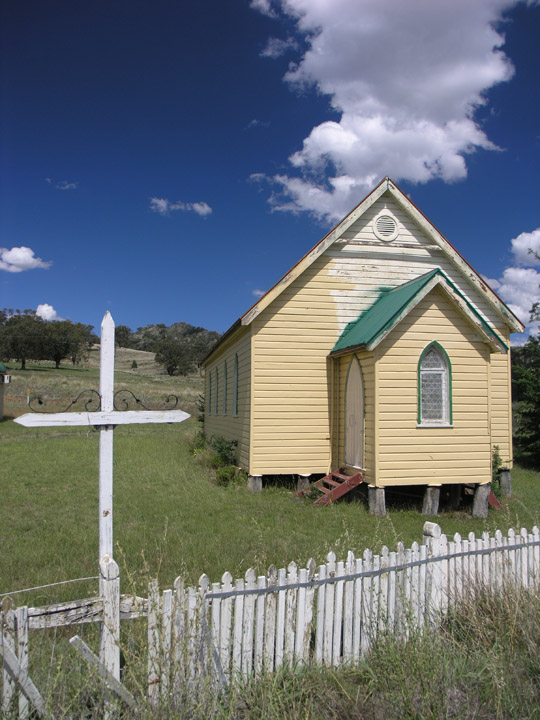
Old Church, Wingen

Wingen ist eine Ortschaft in Upper Hunter Shire, New South Wales, Australien. Das Dorf liegt am New England Highway und hat mehrere hundert Einwohner.
Wingen ist seit langem bekannt für seinen Burning Mountain, einen natürlichen Kohlebrand. Der Burning Mountain brennt nach wissenschaftlichen Schätzungen seit 6000 Jahren und ist damit der älteste bekannte natürliche Brand eines Kohlenflözes. Auf den Flözbrand geht vermutlich auch der Name des Ortes zurück; in der Sprache des regionalen Stammes der Aborigines, der Wonnarua, bedeutet das Wort „Feuer“.